# Departamento de Quibdó
El departamento de Quibdó es un extinto departamento de Colombia. Fue creado el 5 de agosto de 1908 y perduró hasta el 1 de enero de 1910, siendo parte de las reformas administrativas del presidente de la república Rafael Reyes respecto a división territorial. El departamento duró poco, pues Reyes fue depuesto en 1909 y todas sus medidas revertidas a finales del mismo año, por lo cual las 34 entidades territoriales creadas en 1908 fueron suprimidas y el país recobró la división política vigente en 1905, desapareciendo entonces Quibdó como departamento y siendo recreada la intendencia del Chocó.

## División territorial
El departamento estaba conformado por las provincias chocoanas de San Juan y Atrato, que anteriormente comprendían la intendencia del Chocó.
Los municipios que conformaban el departamento eran los siguientes, de acuerdo al decreto 916 del 31 de agosto del año 1908:
Quibdó (capital), San Rafael de Neguá, Bagadó, Tadó, San Nicolás de Titumate, San Pablo, Nóvita, Condoto, Baudó, Istmina, Pueblorrico y Acandí. 